# Ассы (курорт)
Ассы́ (баш. Асы) — бальнеотерапевтический предгорный курорт лесной зоны в Белорецком районе Башкортостана. Расположен в селе Ассы, в 180 км от Уфы, на берегу реки Инзер. Высота над уровнем моря — 220 м.
Возле курорта расположена горнолыжная трасса «Ассы-Тау»

## История
Санаторий открыт в 2001 году. Лечебно-оздоровительные корпуса построены про проекту архитектора Кирайдта Рудольфа Ивановича.
Название селения означает с башкирского «горькое», что является одним из свидетельств использования её местными жителями. Издревле они пили воды источников при болезнях желудка, использовали в виде ванн при заболеваниях опорно-двигательного аппарата.
Ассинские минеральные источники первым описал академик Ф. Н. Чернышев (1889 год). Через два года врач Белорецкой больницы Эрман послал пробу воды для анализа в Берлинский университет (1901 г.). По химическому составу она оказалась близкой к водам, известных в Германии Киссенгокских источников.
Вода разливалась под торговой маркой «Ассинская». Сейчас Ассинские минеральные источники признаны как гидрогеологический памятник природы федерального уровня.
В 1999 году было принято решение о создании на базе Ассинских минеральных источников санаторного комплекса «Ассы».

## Климат
Средняя температура января — 15,7°С. Лето теплое — средняя температура июля +17,4°С. Годовое количество осадков около 582 мм. Среднегодовая относительная влажность воздуха — 75 процентов.

## Лечение

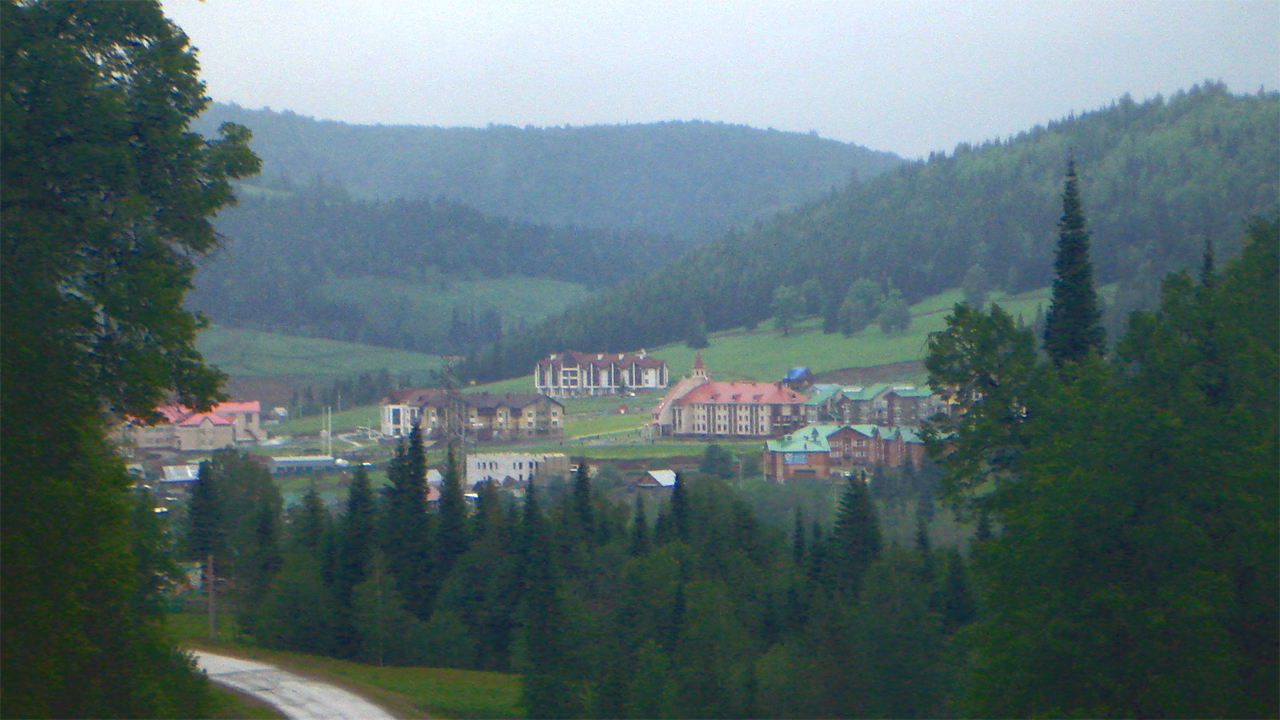
Санаторий «Ассы»

Основной медицинский профиль — лечение заболеваний костно-мышечной системы, кожи, нервной системы. Другие профили: заболевания органов пищеварения, нарушения обмена веществ, системы кровообращения.
Лечебные факторы: минеральная вода, а также: горный таежный воздух, тайга, красивый пейзаж.
Минеральные источники ключа Туз-Елга (Соляная речка) расположены на левом берегу. Всего их на расстоянии около 2 км. 17 источников, из них 14 — минеральные. Минеральная вода двух типов: маломинерализованная (2.3-2.4 г/куб. дм) вода сульфатно-хлоридного натриевого состава, используется для лечебного питья; высокоминерализованная (18.8 г/куб.дм) вода хлоридного натриевого состава применяется для бальнеолечения. Температура слабоминерализованной воды — 15 градусов Цельсия,  высокоминерализованной — 8.